# Federation of Veterinarians of Europe
Die Federation of Veterinarians of Europe (FVE) ist die Dachorganisation von 47 Veterinärverbänden aus 39 europäischen Ländern. Sie wurde 1975 gegründet und vertritt über ihre Mitgliedsverbände 200.000 europäische Tierärzte. Für Deutschland sind sowohl die Bundestierärztekammer als auch der Bundesverband praktizierender Tierärzte Mitglieder der FVE, für Österreich die Österreichische Tierärztekammer, für die Schweiz die Gesellschaft Schweizer Tierärztinnen und Tierärzte.

## Sektionen und angeschlossene Organisationen
In den Sektionen und angeschlossenen Organisationen werden Tierärzte aus den verschiedenen Bereichen des Berufsstands vertreten.
- Veterinary Continuous Education in Europe (Tierärztliche Fortbildung, VetCEE)
- Union of European Veterinary Practitioners (Praktizierende Tierärzte, UEVP) (gegründet 1970)
- European Coordinating Committee on Veterinary Training (Koordinierungskomitee für die Veterinärmedizinische Aus-  und Fortbildung ECCVT), gegründet 2004 durch
  - European Association of Establishments for Veterinary Education” (Akkreditierungsstelle für veterinärmedizinische Bildungseinrichtungen in Europa, EAEVE)[3]
  - European Board for Veterinary Specialization (Fachtierärztliche Weiterbildung, EBVS)[4]
  - Federation of Veterinarians of Europe (FVE)
- European associations of veterinarians employed in the sectors of education, research and/or industry, (Tierärzte in Bildung, Forschung und Industrie, EVERI) (gegründet 2005)
- Federation of European Equine Veterinary Associations (Pferdemedizin, FEEVA) (gegründet 1998)
- Union of European Veterinary Hygienists (Lebensmittelsicherheit und Veterinärmedizin, UEVH) (gegründet 1966)
- European Association of State Veterinary Officers (EASVO, Tierärzte im öffentlichen Dienst) (gegründet 1980)

## Tätigkeitsfelder
Die Federation of Veterinarians of Europe vertritt die Ansichten der Mitgliedsstaaten zu Fragen der Tiergesundheit und des Tierschutzes sowie der Veterinärpolitik gegenüber den europäischen Institutionen (Europäische Kommission, Europäisches Parlament und Europäischer Rat) und den verschiedenen Interessengruppen in Europa sowie weltweit.
Die Kernthemen zielen darauf Tiere gesund zu erhalten, Menschen zu schützen. die Wirtschaft zu stärken und die Umwelt zu schützen. Tierärzte spielen eine wichtige Rolle in der Gesellschaft. Die FVE möchte sicherstellen, dass Tierärzte ihre Tätigkeit auf hohem Niveau ausführen können – zum Nutzen aller. Die FVE steht für eine Verbesserung der Qualität der veterinärmedizinischen Ausbildung, einschließlich lebenslangem Lernen, um sicherzustellen, dass Tierärzte für die bestmöglich ausgebildet sind. Die FVE wirbt für die Reputation und Anerkennung der Bedeutung des Berufs in der Gesellschaft. Die FEV führt regelmäßig Umfragen unter den europäischen Tierärzten zur Berufsausübung durch.

## Positionen
Am 6. Juni 2015 verabschiedete die FVE ein Positionspapier, in dem sie das Verbot der Verwendung von Wildtieren in Wanderzirkussen fordert. Es sei dort nicht möglich, die physiologischen, psychischen und sozialen Bedürfnisse  der Tiere angemessen zu befriedigen.